# Перетягивание угря
«Перетягивание угря» (ранние названия — «Голландский праздник» и «Деревенская ярмарка») — картина голландского художника Саломона ван Рёйсдала, написанная в 1650-е годы. В настоящее время картина находится в собрании Метрополитен-музея в Нью-Йорке.

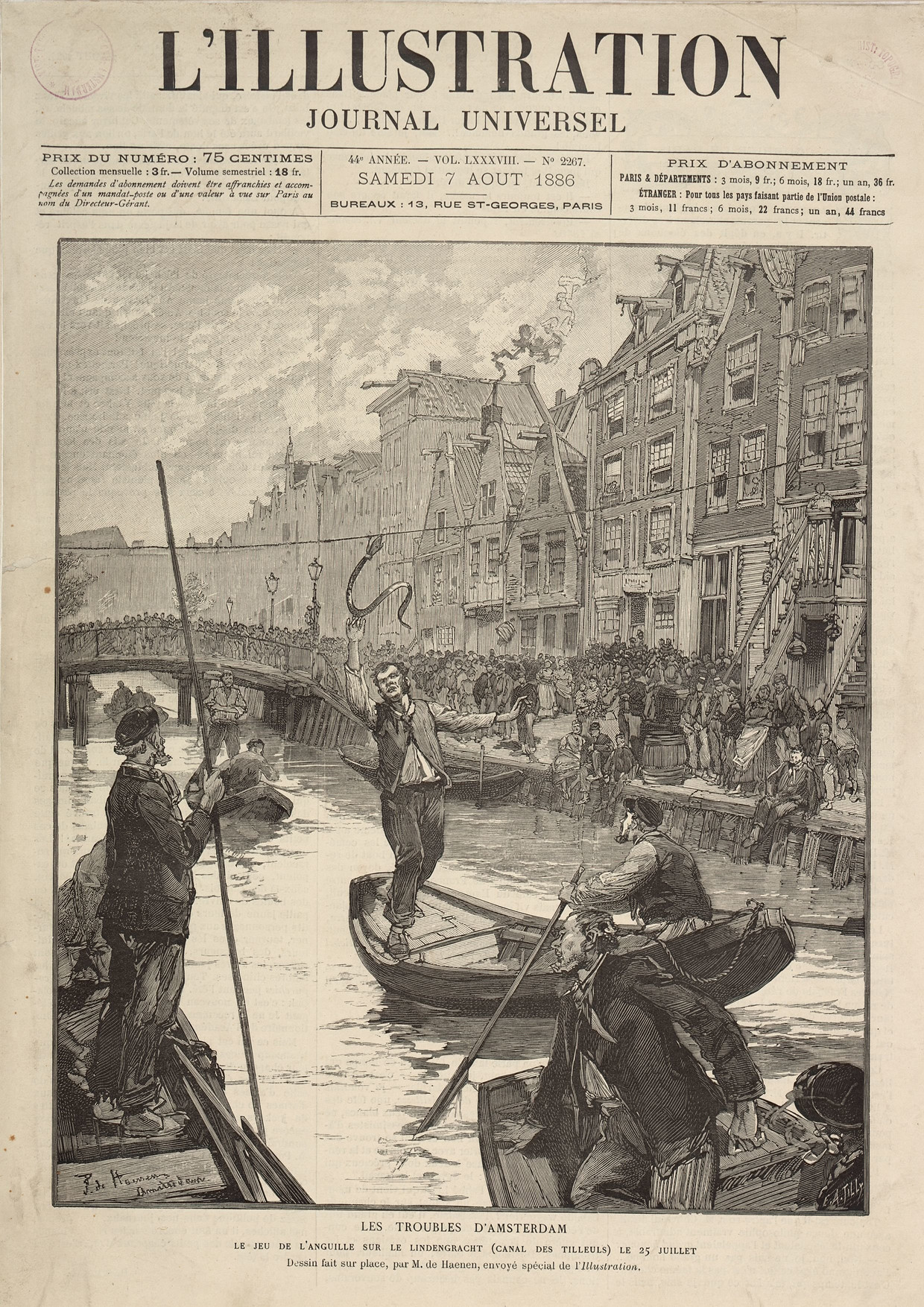
Перетягивание угря на лодке

Произведение было приобретено в 1871 году в числе 174 работ, ставших основой собрания музея незадолго до его открытия в 1872 году. Леон Гоше, продавший 59 из этих картин, писал, что ранее «Перетягивание угря» находилась в коллекции короля Баварии Максимилиана I, но он мог перепутать эту работу с другой картиной Рёйсдала.
На картине изображено традиционное голландское праздничное развлечение — перетягивание угря (palingtrekken), (в 1886 году во время проведения подобного действа (после введения запрета на него) в Амстердаме произошёл Бунт угря). Художник изобразил множество людей, пришедших на зимний фестиваль в деревне; толпа собралась около здания (вывеска с портретом человека по пояс указывает на то, что это гостиница под названием «Принц»; присутствие поднятого флага свидетельствует о проведении праздника) и наблюдает за участниками народной забавы. Скользкий угорь подвешен на верёвке над дорогой и проезжающие под ней всадники пытаются ухватиться за рыбу.
Большая часть пространства картины (около двух третей площади) отведена под изображение неба, также искусствовед Уолтер Лидке отмечает искусную работу художника с оттенками голубого цвета. Показано и отражение зимнего прозрачного освещения на ледяной поверхности пруда для катания на коньках в левой части картины.